# Hendricus van Darth
Hendrick van Darth  (Lottum circa 1570 - Venlo, 26 maart 1647) was een politicus en burgemeester van Venlo.
Hij was peijburgemeester (burgemeester voor financiën) in 1609 en 1615, secretaris stad Venlo 1596-1634, raadsverwant 1604-1615, schepen vermeld van 1616-1647 en regerend burgemeester in 1620, 1627 en 1632.
Hij was de zoon van Hendricus van Darth (lid Gelderse Ridderschap 1567 op grond van eigenaarschap van Huis Darth te Lottum, ontvanger te Lottum, landscholtis van het Ambt Kessel 1576-77) en Catharina van Galen. Ook zijn vier zonen bekleden later bestuursfuncties in de stad Venlo. Hij zegelde met een wapen van keel met een schuinstaande baars van zilver.
Hij trouwde in 1594 met Helena Heijden van Ass, overleden Venlo 1 november 1647, dochter van Joannes Heyden van Ass en Mechtildis van den Hergraeff, en kreeg met haar 8 kinderen.